# Titan Media

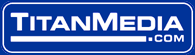

Titan Media est un studio de production de films pornographiques gays fondé par le réalisateur Bruce Cam en 1995.
C'est l'un des plus grands producteurs de pornographie gay dans le monde. Les films qu'il produit montrent tous des rapports anaux protégés.

## Histoire
Titan Media est créé par Bruce Cam en 1995. 
En 2001 est créé le label TitanMen.
En 2004, Titan Media porte plainte contre les développeurs du logiciel de partage Kazaa parce qu'il ne bloque pas les téléchargements pirates de ses films.
En 2007, Bruce Cam refuse un prix à Berlin parce que le palmarès acceptait les films bareback. Il déclare : « Je ne peux pas en bonne conscience accepter un prix pour le travail de ma vie de la part d'une organisation qui glorifie et promeut le bareback à côté de mon travail. J'ai travaillé toute ma carrière dans l'industrie pour adultes dans le but de promouvoir et d'érotiser le sexe à moindre risque dans tous mes films. Ce serait aller contre chacune des fibres de mon être moral que d'accepter ce prix. »
En 2011, Titan Media se joint à Porn Guardian contre le piratage de films en ligne.

## Acteurs notables
- Jessy Ares
- Dario Beck
- Tony Buff
- Damien Crosse
- Trenton Ducati
- Dean Flynn
- Johnny Hazzard
- Chad Hunt
- Árpád Miklós
- François Sagat
- Diesel Washington

## Récompenses
- 2008 : XBIZ Award du studio GLBT de l'année[4]
- 2009 : XBIZ Award du studio GLBT de l'année[5]
- 2010 : XBIZ Award du studio gay de l'année[6]
- 2011 : XBIZ Award du studio gay de l'année[7]
- 2012 : XBIZ Award du studio gay de l'année[8]